# Rafael González
Rafael González Córdova (ur. 24 kwietnia 1950) – chilijski piłkarz grający podczas kariery na pozycji pomocnika.

## Kariera klubowa
Karierę piłkarską Rafael González rozpoczął w stołecznym CSD Colo-Colo w 1969. Z Colo-Colo dwukrotnie zdobył mistrzostwo Chile w 1970 i 1972, Puchar Chile w 1974 oraz dotarł do finału Copa Libertadores 1973, gdzie Colo-Colo uległo argentyńskiemu Independiente Avellaneda. 
W latach 1977–1981 był zawodnikiem Uniónu Española. Z Uniónem Española dwukrotnie zdobył mistrzostwo Chile w 1977.
W latach 80. po raz drugi był zawodnikiem Colo-Colo. Z Colo-Colo dwukrotnie zdobył mistrzostwo Chile w 1983 oraz Puchar Chile w 1982. W 1985 został uznany „Piłkarzem Roku” w Chile.

## Kariera reprezentacyjna
W reprezentacji Chile González zadebiutował 26 stycznia 1972 w przegranym 0-2 towarzyskim spotkaniu z Meksykiem.
W 1974 roku został powołany przez selekcjonera Luisa Álamosa do kadry na Mistrzostwa Świata w RFN. Na Mundialu González był rezerwowym i nie wystąpił w żadnym meczu. W 1975 wziął udział w Copa América. W tym turnieju González wystąpił we wszystkich czterech meczach z Peru i Chile.
Ostatni raz w reprezentacji Véliz wystąpił 13 października 1976 w przegranym 0-2 towarzyskim meczu z Argentyną. Od 1972 do 1976 roku rozegrał w kadrze narodowej 20 spotkań.